# Spiroglyptus annulatus
Spiroglyptus annulatus är en snäckart som beskrevs av Daudin 1800. Spiroglyptus annulatus ingår i släktet Spiroglyptus och familjen Vermetidae. Inga underarter finns listade i Catalogue of Life.